# Aston Martin V8 Vantage Roadster
De Aston Martin V8 Vantage Roadster is de open versie van de V8 Vantage. De auto heeft dezelfde specificaties als de coupé. De cabrio werd in 2006 onthuld op de Greater Los Angeles Auto Show. De auto werd in het voorjaar van 2007 toegevoegd aan het gamma van Aston Martin.

## Technische wijzigingen
Toen de cabriolet in 2006 onthuld werd op de Greater Los Angeles Auto Show, had deze nog een 4,3L V8 aan boord, welke 283 kW(380 pk) leverde en een trekkracht had van 410 Nm. Deze motor werd in 2008 vervangen door een 4,7L V8, met 313 kW(420 pk) en een koppel van 470 Nm. Deze wijziging is ook af te lezen in het prijsverschil. De prijs voor de auto met 4,3L-motor was €166.150 en de prijs voor de auto met 4,7L-motor bedraagt €182.092.